# 我主皇朝
《我主皇朝》（英文：The Dictator），马来西亚RTM TV2与马来西亚HVD制作公司联合制作的一套时装电视剧，共30集。

## 演员
- 杨泽霖 饰 简东来
- 连伟健 饰 简家宝/郭英豪
- 林秋燕 饰 简碧瑜
- 吴紫妍 饰 简杏莲
- 赵永财 饰 周健强
- 高　麟 饰 李永元
- 陈桂莲 饰 简家慧
- 韩　瑛 饰 东　母
- 郑锦昌 饰 郭望溪
- 黃俊明 饰 刘子雄